# Fibre de céramique
 (novembre 2012).
Si vous disposez d'ouvrages ou d'articles de référence ou si vous connaissez des sites web de qualité traitant du thème abordé ici, merci de compléter l'article en donnant les références utiles à sa vérifiabilité et en les liant à la section « Notes et références ».
Une fibre de céramique est une fibre minérale définie en Europe comme toute fibre minérale (vitreuse) artificielle à orientation aléatoire et dont le pourcentage pondéral d'oxydes alcalins et d'oxydes alcalino-terreux ([Na2O] + [K2O] + [CaO] + [MgO] + [BaO]) est inférieur à 18 %.
On parle de fibre pour toute « particules allongée ayant un rapport longueur/diamètre supérieur ou égal à 3, et des côtés approximativement parallèles » (les résidus aéroportés apparaissent au microscope comme des spaghettis de quelques micromètres de long dont l'extrémité est généralement non « pointue » ; à la différence de l'amiante).
Ce vocable recouvre surtout les fibres de céramiques réfractaires (FCR). Elles sont classées parmi les fibres minérales artificielles (FMA) qui regroupent toutes les fibres siliceuses et vitreuses (laines minérales, filaments continus de verre, fibres de verre à usages spéciaux ou microfibres et FCR).

## Caractéristiques
Elles ont un diamètre moyen de un à trois micromètres et sont utilisées principalement comme isolants thermiques et sonores, comme agents filtrants et comme produits de renforcement de diverses matières plastiques et autres.

## Usages
Assez coûteuses, elles sont notamment utilisées pour remplacer l'amiante dans des tissus, feutres, noyé dans un liant (résine, latex…) ou utilisé comme composé de matériaux, dont matériaux composites (pouvant être moulés ou usinés) dans les usages industriels haute température (Par rapport aux fibres minérales classiques, elles ne seraient pas compétitives pour l'isolation thermique du bâtiment par exemple).
Dans les années 2000-2010, leur usage principal est la production de matériaux réfractaires spéciaux, dans les proportions suivantes (en volumes de FCR) :
- isolation de fours (industriels, hauts fourneaux…) : 50 %[2] ;
- isolation d'appareils de chauffage et chaudières industriels ou domestiques : 20 %[2] ;
- isolation dans le secteur de la métallurgie : 10 %[2] ;
- isolation dans d'autres usages industriels (tuyaux, machines…) : 10 %[2] ;
- autres usages : 10 % répartis dans l'automobile (pot catalytique, filtre, airbag), la protection incendie (porte coupe-feu, clapet anti-feu), la production d’énergie, la construction navale, ferroviaire ou aérospatiale[2].

## Production
Fabriquée par un procédé utilisant la force centrifuge ou un jet d'air ou de vapeur.
Les FCR (fibres de céramiques réfractaires), d'un diamètre moyen de un à trois micromètres sont produites en faisant fondre de l'alumine et de la silice, ou du kaolin (argile blanche).
Une charge variable en oxydes (zirconium, titane…) leur confère des propriétés particulières dont une résistance exceptionnelle à la chaleur (jusqu'à 1 740 °C voire 1 800 °C et jusqu'à 1 400 à 1 500 °C pour un chauffage en continu.

## Risques et dangers

### Risques
Comme toutes les fibres, elles présentent des risques de santé au travail, des risques toxicologiques pour la population (produit classé cancérogène de catégorie 1B, c'est-à-dire « supposées cancérigènes pour l'Homme », par l'Union européenne et dans le groupe 2B (agent ou mélange cancérogènes possibles pour l'homme) par le Centre international de recherche sur le cancer) et écotoxicologique si elles sont dispersées dans l'environnement (par exemple par l'usinage de matériaux en contenant) et inhalées ou ingérées.

### Réglementation
- Valeur limite de moyenne d'exposition réglementaire contraignante, pondérée de huit heures de travail en France est de 0,1 fibre par vcm3 (ou cm3) d'air depuis le 1er juillet 2009[2].
- Ces fibres doivent être classées, étiquetée et emballées selon la réglementation en vigueur et notamment selon les règles du code du travail en milieu de travail[2].
- les déchets de production de fibre ou en contenant doivent être récupérés avec précaution (par exemple dans des poubelles spéciales « sous aspiration » pour les petites quantités, puis éliminés comme déchets spéciaux dans une installation de stockage de déchets dangereux. Ces fibres ne sont ni biodégradables, ni éliminées par les incinérateurs de déchets ménagers.

### Prévention
La prévention passe par la formation et sensibilisation des professions à risques (production ou transformation de FCR, 
isolation, maintenance, tuyauteurs industriels et chaudronniers, etc.) et d'actions de réduction du risque, par exemple dans les secteurs les plus exposés (métallurgie, cokéfaction, raffinage, industrie nucléaire, commerce et réparation automobile, etc.), ainsi que par des protocoles standardisés de mesures de l'empoussièrement de l'air pour les fibres, dont en France la norme NF EN 689.
En milieu de travail à risque, des systèmes de filtration de l'air ou de captation de ces fibres sont nécessaires.
Les locaux où de tels produits sont usinés sont classés à pollution spécifique, avec filtration obligatoire de l'air. Les machines usinant des produits contenant de telles fibres peuvent être « encoffrées », le coffrage étant connecté à un puissant système d'aspiration et à dépoussiéreur (à manches ou à cartouches). L'opérateur est en outre équipé d'un équipement de protection individuel. Un double ensachage des sacs à poussière et une double ligature limitent le risque de réémission dans l'air lors du nettoyage des filtres.
Des aspirateurs spéciaux doivent être utilisés pour le nettoyage des postes de travail.